# Massimo Battara
Massimo Battara (Genova, 3 maggio 1963) è un allenatore di calcio ed ex calciatore italiano, di ruolo portiere.
Figlio dell'ex portiere Pietro Battara. Diplomato ISEF.

## Carriera

### Giocatore
Conta 97 presenze in Serie B, dal 1990 al 1993.

### Allenatore
Divenuto preparatore dei portieri in seguito al ritiro, inizia al Modena da allenatore in 2ª e preparatore dei portieri, successivamente avrà la 1ª esperienza all'estero nel Al-Ittihad collaborando con l'allenatore Giuseppe Dossena. Nel 2001 entra nello staff tecnico del Napoli.
Il 10 luglio 2005 entra nello staff di Antonio Soda allo Spezia. Il 16 luglio 2008 in seguito al fallimento della società, è costretto ad annullare il contratto. Il 19 novembre con l'assunzione di Soda diventa allenatore in seconda col Benevento. Il 24 giugno 2009 in seguito alle dimissioni di Soda lascia il club. Il 24 dicembre diventa preparatore dei portieri al Manchester City di Roberto Mancini. Il 15 maggio 2013 lascia i citizen dopo l'esonero di Mancini avvenuto due giorni prima.
Il 7 ottobre 2014 diventa preparatore dei portieri allo Schalke 04 allenato da Roberto Di Matteo. Il 26 maggio 2015, dopo le dimissioni di Di Matteo, lascia l'incarico.
Il 23 luglio 2015 diventa preparatore dei portieri di David Platt al Pune City, 2ª edizione del Campionato Indiano ISL (Indian Super League).
Il 6 giugno 2016 dopo la nomina di Roberto Di Matteo come allenatore dell'Aston Villa diventa preparatore dei portieri. Il 13 ottobre con la nomina di Steve Bruce come nuovo allenatore, si dimette dal club inglese.
Il 12 luglio 2017 viene nominato nuovo preparatore dei portieri dello Zenit San Pietroburgo chiamato dal tecnico Roberto Mancini. Il 15 maggio 2018 dopo le dimissioni di Mancini si svincola dal club russo.
Il 23 maggio entra nello staff dell‘Italia chiamato dal nuovo ct Roberto Mancini. Il 29 agosto 2023, con la riorganizzazione dello staff della Nazionale maggiore per l’arrivo del nuovo tecnico Luciano Spalletti, chiude la sua esperienza con gli azzurri.
Il 1º settembre raggiunge Mancini alla nazionale Saudita. Il 25 ottobre 2024 lascia la nazionale.